# リスパダール・コンスタ

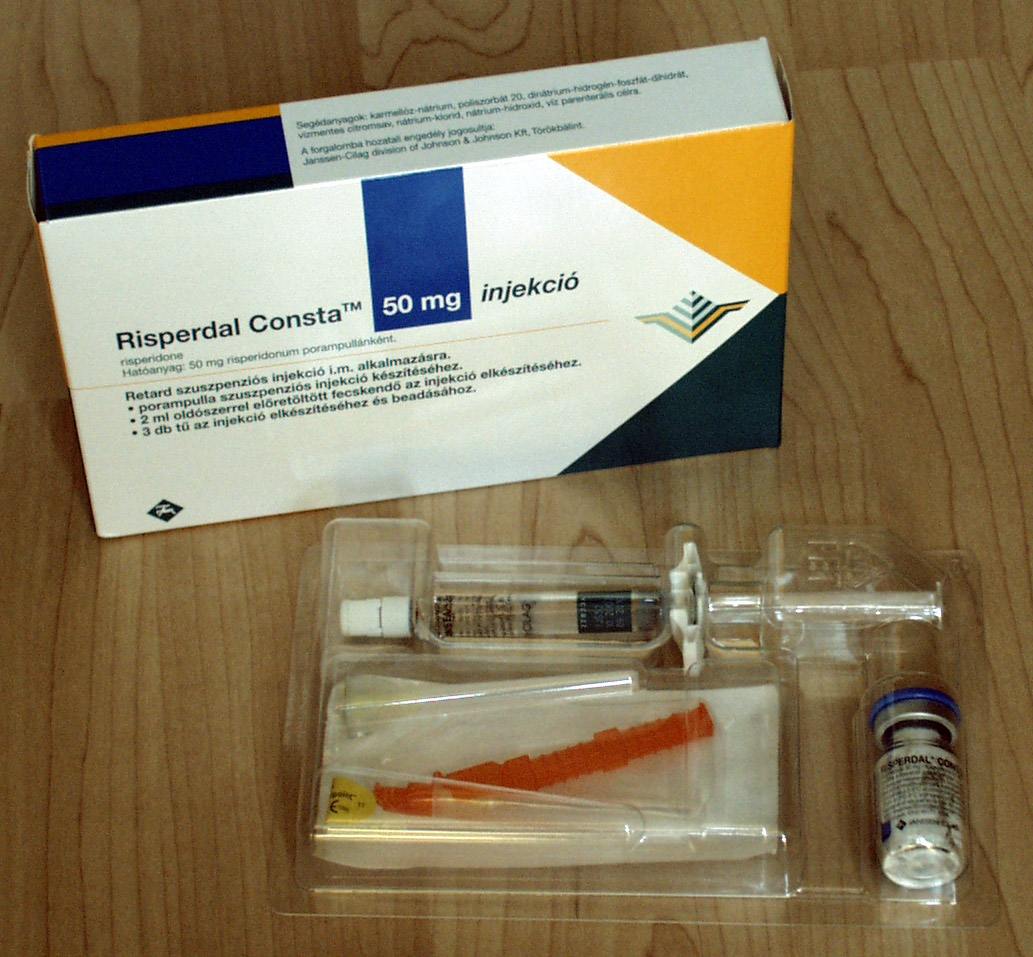
リスパダール・コンスタ

リスパダール・コンスタ（英:Risperdal Consta）は、ベルギーの製薬会社ヤンセンファーマの非定型抗精神病薬であるリスペリドンの持効性注射剤。非定型抗精神病薬では世界初の持続性注射剤である。ドイツと英国の2002年発売を皮切りに、2008年12月現在92の国と地域で販売されている。日本でも2009年6月に薬価収載され販売が開始された。
薬剤を専用の懸濁液で懸濁後、臀部筋肉部位に注射（筋肉内注射）することで効果を発揮する、アルカミーズ開発の薬物送達システム（ドラッグデリバリーシステム）を利用した注射徐放剤で、生体内分解性ポリマーを用いて極小の球状製剤（マイクロスフェア）に薬物本体を封入することで徐放性を実現している。これは従来から存在する同様の持効性注射剤であるハロマンス／ネオペリドール（デカン酸ハロペリドール）やフルデカシン（デカン酸フルフェナジン）と基本的には類似したシステムである。また、ヤンセンでは本剤を、薬の持続時間が長く、副作用が少ないという特徴のため、「注射特効薬」または、「持効性注射剤」と呼んでいる。

## 利点
- 外来患者において、1日1-3回といった、飲み忘れも少なくない、煩雑で、また時に社会活動を制限させる原因にすらなりうる通常の服薬スケジュールから解放される。また、完璧な服薬コンプライアンスが達成されることにもなる。

## 欠点
- 経口のリスパダールと比べて極めて副作用の発現が高い（経口リスパダール、31.2%に対してリスパダールコンスタ、81.1%）。なかでも不眠、アカシジア、精神症状、など精神的に辛いものが高確率で発現する。また不整脈など重篤なものも4.6%もの頻度で発現する。
- きわめて高い薬価（2011年9月4日現在、3種類ある本剤の薬価は用量に応じて、25 mg/23,520円、37.5 mg/30,997円、50 mg/37,703円）のために患者や病院・薬局の経済的ないし経営上の負担が大きい（特にクリニックの場合、このような負担は当然ながらより大きい）。このため現状では本剤を導入していない医療機関も多い。
- ハロマンス／ネオペリドールが通常1か月に1回の注射で済んでいたのに対して、リスパダール・コンスタは2週間に1回の注射が必要である（ただし、投与中止後も4–6週間は血中濃度が治療域に維持され、完全に消失するまでには8週間程度を要する）。
- 本来は利点である持続性という性質のために、一度投与された本剤を治療途中に体外に排出することは不可能である。
- 病院内で注射されるため、薬局を通さず、本人確認だけでリスパダール・コンスタを注射されるケースが多く、おくすり手帳での記録はない。
- 統合失調症の陰性症状の患者の中には、身内の家族など親族の方に、自ら説明したくてもできにくい人も多く、リスパダール・コンスタを注射されている事実を知らされていないケースも多い。これは、糖尿病の持病を持っている患者なら、当然の様にインスリン注射をしていることを、家族が知っていることに比較して、閉鎖的な感覚を感じる。
- リスパダール・コンスタ単独のみで効果がある患者の方が少なく、持効性注射剤と言えども、他の薬を併用することの方が圧倒的に多い。

なお、上記のような特徴から、本剤は錠剤や液剤等の経口リスペリドン製剤である程度の期間治療を受けた上で、重篤な副作用が確認されておらず、なおかつ症状の安定や寛解を維持している患者（つまり薬剤の調整の必要性が低い患者）に対して投与される性質の薬剤であって、新患にこの薬が投与されることはない。

## 薬物動態
血中濃度の上昇速度がその性質上緩徐で、投与後十分な定常状態に達するまでに3週間ほどの期間を要する。そのため、3週間は経口投与される抗精神病薬（通常はリスペリドン）との併用が必要になる。このことは増量時にも考慮される。

## 副作用
添付文書によると国内で実施した臨床試験において81.1%の副作用が認められた。
その主なものは、血中プロラクチン増加 (33.1%)、不眠症 (22.9%)、体重増加 (13.1%)、注射部位疼痛 (10.9%)、精神症状 (9.7%)、
ALT (GPT) 増加、便秘 (7.4%)、トリグリセリド増加 (7.4%)、γ-GDP増加 (5.7%)、アカシジア (5.1%) およびCK (CPK) 増加 (5.1%)、不整脈 (4.6%) であった。
- 重篤な副作用として稀に悪性症候群、遅発性ジスキネジア、高血糖など。
- 注射部位の腫れ、炎症など。

## 高価な薬価にある背景
- 日本精神科病院協会によれば、2009年8月に薬価が高価であることを理由に、厚生労働省と中医協に薬価を再検討する旨の声明を出している。しかしながら、その後も薬価の改善は試みられていない。もとよりリスペリドンを体内で持続的に放出する生体内分解性ポリマー（マイクロスフィア）の製法や製剤に関する複数の関連特許の存在によって、本剤の薬価が高価になるのは否めないのが現状である。新薬の開発に掛かる長期に渡る開発期間に加え、巨額の開発費用を回収し、さらに利益を上げる必要性に迫られる製薬会社にとって、特許権の存続期間である20年という期間は、開発費用の回収と利益の最大化を図るには短いものであるため、1年でも長く特許権の存続期間を延長させることは死活問題であり、本剤もその例に洩れず、複数ある関連特許は通常の特許戦略の一環として分割出願がなされており、その結果相応の期間、特許権が存続することとなる。
- また、マイクロスフィアの開発会社をめぐっては米国において買収劇が繰り広げられ、その巨額の買収費用を製品の売り上げから回収する必要性が薬価をさらに高価なものにしているとの見解もある。なお、治験にかかる費用と買収額を比較すると、後者が前者を上回ることは確定している。日本国内では武田薬品工業が特許を出願、特許が成立しており、分割出願が進められている。そのほか、リスパダール・コンスタおよびマイクロスフィアに関する国外の製薬会社と日本の製薬会社間の排他的独占契約は未知数である。